# 池田 (熊本市)
池田（いけだ）は、熊本県熊本市の地名。池田一丁目から池田四丁目までが設置されており、ほぼ全域西区だが三丁目は一部が北区となっている。北区池田三丁目の一部以外は全域で住居表示が行われている。2025年5月1日現在の人口は8,162人。池田一丁目、池田二丁目は全域、池田三丁目及び池田四丁目は一部で住居表示を実施している。郵便番号は全域共通で860-0082。

## 地理
池田は、熊本市の北部に位置する住宅地である。北で徳王町・徳王、東で高平、南東で津浦町・出町、南で京町本丁、南西で上熊本、西で池亀町・花園、北西で釜尾町と接する。
山室には僅かに接していない。北部町・清水にも近い。

## 歴史
2012年4月1日からは、熊本市の政令指定都市移行により西区となったが、北側にあたる三丁目の一部は北区となった。

## 世帯数と人口
2025年（令和7年）5月1日現在の世帯数と人口は以下の通りとなる。
| 丁目               | 世帯      | 人口    |
| 池田一丁目         | 1,302世帯 | 2,534人 |
| 池田二丁目         | 1,378世帯 | 2,573人 |
| 池田三丁目（北区） | 902世帯   | 1,784人 |
| 池田三丁目（西区） | 409世帯   | 670人   |
| 池田四丁目         | 398世帯   | 601人   |
| 計                 | 4,389世帯 | 8,162人 |

## 小・中学校の学区
市立小・中学校に通う場合、学区は以下の通りとなる。
| 番地 | 小学校               | 中学校             |
| --- | -------------------- | ------------------ |
| 池田一丁目1番～18番、19番46号～53号、20番1号～11号、20番65号～94号、21番～37番、池田二丁目1番～11番、14番～23番、69番、西区池田三丁目23番1号～18号、23番26号～34号、31番～39番、40番3号～30号、41番～55番、58番 | 熊本市立池田小学校   | 熊本市立京陵中学校 |
| 池田一丁目19番1号～45号、20番12号～64号、38番、池田二丁目12番～13番、24番～68番、70番、西区池田三丁目40番1号～2号、40番31号、40番33号、池田四丁目の全域                                                         | 熊本市立池田小学校   | 熊本市立井芹中学校 |
| 北区池田三丁目1番～13番、14番16号～32号、15番～22番、23番19号～25号、24番～30番、56番～57番、1272番地、1335番地、1343番地                                                                                       | 熊本市立高平台小学校 | 熊本市立京陵中学校 |
| 北区池田三丁目14番5号～7号、14番33号～61号 | 熊本市立西里小学校   | 熊本市立京陵中学校 |

## 交通

### 鉄道
- 熊本電鉄菊池線池田駅
- 九州旅客鉄道鹿児島本線崇城大学前駅

## 教育機関
- 熊本市立池田小学校
- 文徳中学校・高等学校
- 崇城大学

## 施設
- 桜が丘病院